# باشگاه فوتبال هاپوئل پتخ تیکوا
باشگاه فوتبال هاپوئل پتخ تیکوا (عبری: הפועל פתח תקווה‎) یک باشگاه فوتبال در شهر پتخ تیکوا اسرائیل است. این باشگاه در لیگ برتر فوتبال اسرائیل بازی می‌کند. این باشگاه در سال ۱۹۳۴ تأسیس شده‌است.
این باشگاه همچنین رکورددار تعداد قهرمانی های متوالی با تعداد پنج قهرمانی متوالی است .  

## تاریخچه
این باشگاه در سال ۱۹۲۶ احداث شد اما بخش فوتبال آن در سال ۱۹۳۴ تاسیس شد .این تیم که در سال ۱۹۵۵ اولین قهرمانی خود را بدست آورد از سال ۱۹۵۹ به مدت پنج سال قهرمان شد که یک رکورد در تعداد قهرمانی های متوالی محسوب می شود. این تیم  در سال ۱۹۷۶ برای اولین بار به دسته دوم سقوط کرد و تا سال ۱۹۸۸ یک بار هم به دسته اول رسید و باز هم سقوط کرد .
از سال ۱۹۸۷ آورام گرانت به مدت پنج سال هدایت این تیم را بر عهده داشت و این تیم باز هم به یکی از مدعیان تبدیل شد. پتخ تیکوا اولین تیم اسرائیلی است که در جام برندگان جام اروپا شرکت کرد و اولین تیم اسرائیلی است که یک باشگاه بزرگ اروپایی را در جام یوفا شکست داده است. این تیم در سال ۲۰۰۷ پس از ۲۳ سال حضور سطح اول دوباره به دسته دوم سقوط کرد. در سال ۲۰۱۴ پتخ تیکوا دوباره به صعود اما فصل بعد باز هم سقوط کرد . 
این تیم در سال ۲۰۲۱  و در سالی وحشتناک به دسته سوم سقوط کرد .